# Loi de Broglie
Pour les articles homonymes, voir Broglie.
La loi de Broglie, aussi connue sous les noms de loi chinoise, loi des Trente ou constitution de Broglie, est une des lois qui régissent les institutions provisoires de la IIIe République. Elle fut votée le 13 mars 1873 et complète la loi Rivet.

## Contexte
La personnalité forte de Thiers ne s'accordant pas du tout avec cette réduction des capacités du président, le conflit ne tarde pas à éclater entre l'Assemblée nationale à majorité monarchiste et le chef de l'État, d'autant plus que ce dernier s'est rallié à la République et est incapable d'empêcher le progrès des radicaux — lors des élections partielles de 1872 ceux-ci ont obtenu dix-sept des quarante-et-un sièges à pourvoir.
Elle éloigne Thiers de l'Assemblée et rapproche de plus en plus sa situation de celle du chef d'État telle qu'elle apparaît dans tous les régimes parlementaires (effacement systématique au profit du chef de gouvernement, à la seule exception près des périodes sans cohabitation de la Ve République).

## Contenu
Elle a été votée afin de réduire l'influence du président de la République Adolphe Thiers : 
- Les interventions orales du président sont ainsi codifiées selon une procédure que Thiers qualifie de « cérémonial chinois ».

1. Ses interventions étaient plus rares en raison de formalités préliminaires : il ne peut intervenir que dans les débats de politique extérieure ; en matière de politique intérieure, le chef de l'État ne peut qu'exceptionnellement intervenir ; mais il faut pour cela que par une délibération spéciale communiquée par le vice-président du Conseil des ministres à l'Assemblée avant l'ouverture de la discussion, le Conseil des ministres déclare que les questions soulevées se rattachent à la politique générale du gouvernement et engagent ainsi la responsabilité du président de la République. Ce dernier peut alors prendre la parole, mais à la condition d'observer les formes mises à son intervention dans la discussion des lois : le président ne peut intervenir dans la discussion d'une loi qu'après avoir, dans un message, informé l'Assemblée de son intention ; la discussion est interrompue par l'arrivée du message et le président ne peut, en principe, être entendu que le lendemain.
2. Ses interventions étaient moins efficaces en raison de la disposition prescrivant qu'aussitôt après le discours du président, la séance était levée et que la discussion ne pouvait être reprise qu'à une séance ultérieure. Thiers n'avait droit qu'au monologue.

En apparence, tout ce cérémonial était présenté comme un hommage à l'éminence de Thiers et comme une invitation à ménager ses forces pour la Nation. Au fond, on espérait que les interventions du président de la République ne se produiraient que sur les questions les plus graves et que l'Assemblée jouirait, d'une manière générale, de sa liberté de décision.
- La loi s'efforce de séparer la responsabilité du président de celle des ministres, premier pas vers un authentique régime parlementaire ; les ministres répondent seuls des actes qui les concernent relativement à la politique intérieure. Elle veut éloigner Thiers de l'Assemblée et rapprocher de plus en plus sa situation de celle du chef d'État parlementaire des autres États (qui s'efface invariablement au profit du chef de gouvernement, à la seule exception près des périodes sans cohabitation de la Ve République, en vertu du principe que celui qui est responsable est celui qui a le pouvoir).

- Dernière disposition importante de cette loi : elle dispose que l'Assemblée nationale ne pourra se séparer avant d'avoir organisé les pouvoirs exécutif et législatif. La nécessité de pourvoir à l'organisation régulière du pays est ainsi clairement exprimée.

## Application

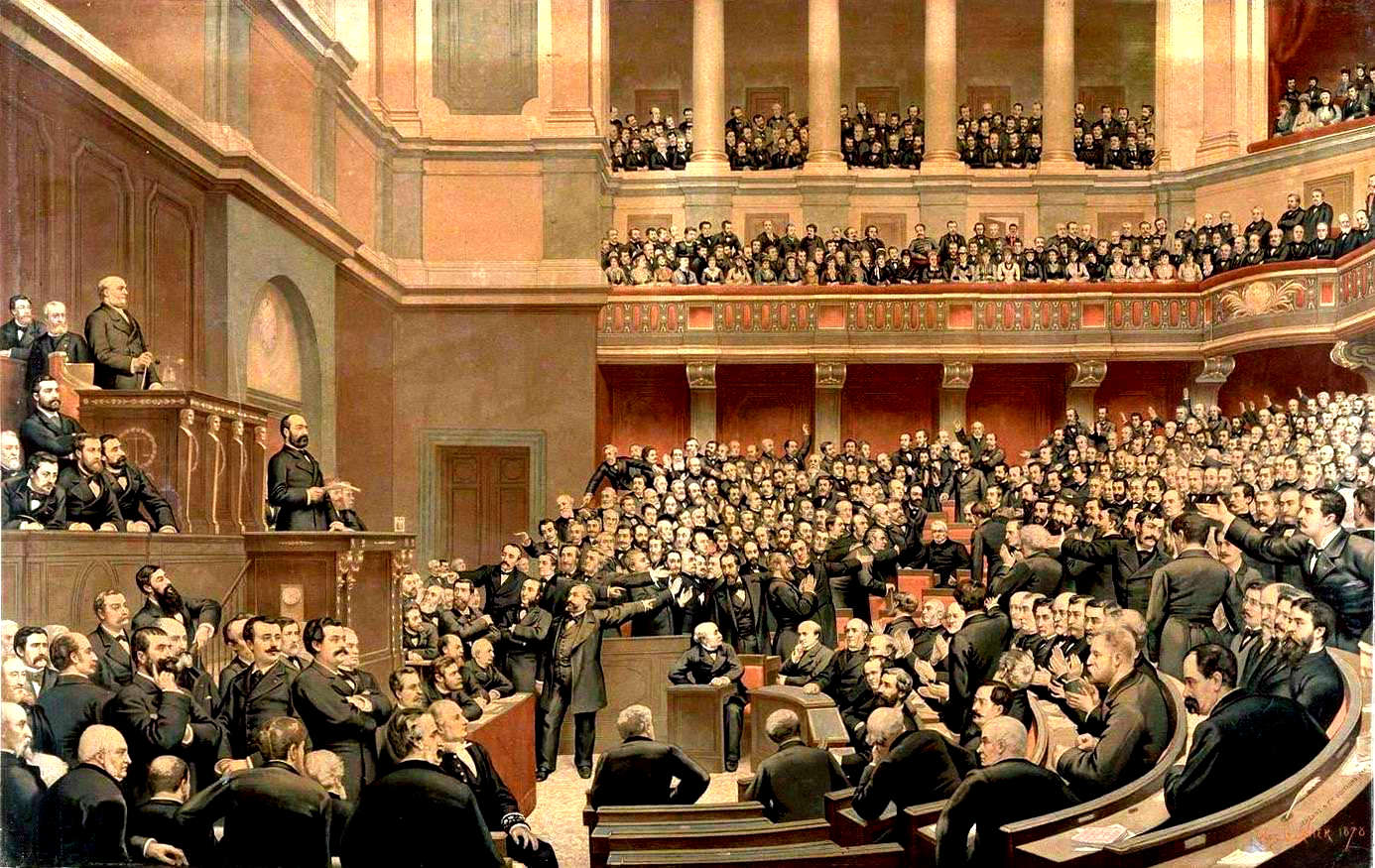
Après son départ de la présidence de la République, Thiers redevient député (Le Libérateur du Territoire de Jules-Arsène Garnier).

Thiers, fictivement absent des débats de l'Assemblée, y était réellement présent. Il y assistait dans une tribune spéciale, mais ne pouvait intervenir que suivant le « cérémonial chinois » précédemment décrit.
Cette tentative de séparation des responsabilités des ministres et du Président était condamnée à avorter : lorsqu'elle existe, la responsabilité du chef de l'État, surtout quand celui-ci s'appelle Thiers, absorbe nécessairement la responsabilité des ministres.
L'expérience ne pouvait pas durer : Thiers aimait le pouvoir, non les honneurs. Il continua à jouer de sa responsabilité personnelle avec une habileté consommée, menaçant de quitter le pouvoir si l'on sanctionnait sa politique (or, comme il était la figure de l'homme providentiel, l'Assemblée ne pouvait prendre le risque de le voir abandonner ses fonctions). 
Le 23 mai 1873, la majorité libérale conservatrice menée par Albert de Broglie vote une motion de défiance à l'égard du Gouvernement et de son chef, Thiers. Ce dernier présente sa démission le 24 mai, il est remplacé dans ses fonctions le jour même par le maréchal de Mac Mahon.
La stricte séparation entre le président de la République et le Parlement est maintenue dans la loi constitutionnelle du 16 juillet 1875 sur les rapports des pouvoirs publics dans son article 6, dans la Constitution du 27 octobre 1946 dans son article 37, puis dans la Constitution du 4 octobre 1958 dans son article 18. Ce dernier est néanmoins modifié par la loi constitutionnelle du 23 juillet 2008 qui permet au président de s’adresser au Parlement réuni en Congrès.